# Makenzie Fischer
Pour les articles homonymes, voir Fischer.
Makenzie Fischer est une joueuse américaine de water-polo née le 29 mars 1997 à Laguna Beach.  Avec l'équipe des États-Unis, elle a remporté la médaille d'or des tournois féminins aux Jeux olympiques d'été de 2016 à Rio de Janeiro et de 2020 à Tokyo. Sa sœur, Aria Fischer, est également poloïste et faisait aussi partie de l'équipe championne olympique.